# Galactoire de Lescar
Galactoire (ou Galatoire), évêque de Lescar, est le premier successeur connu de saint Julien de Lescar. Saint Galactoire a vécu au début du VIe siècle. Conformément à l'ancien bréviaire de Lescar, sa mémoire est honorée deux fois l'an, le jour de son trépas et le jour de la translation de ses reliques du lieu où il fut mis à mort dans la ville de Lescar. Il est fêté le 27 juillet.

## Présentation
Galactoire participe en 506 au concile d'Agde sous le nom de « Galactorius, episcopus de Benarno », aux côtés des évêques saint Grat d'Oloron et de Gratien de Dax (Gratianus de d'Acqs), ainsi que plusieurs délégués des évêques de Tarbes et d'Aire. Son épiscopat est attesté et l'on sait que son diocèse est bien administré.

### Sa légende
La légende, racontée dans le bréviaire de Lescar imprimé en 1541, montre Galactoire combattant les Wisigoths à Mimizan à la tête d'une troupe armée alors qu'il se rend au secours de Clovis. Fait prisonnier, il aurait trouvé la mort en martyr en 506, refusant d'abjurer sa foi catholique. Un édifice religieux  aurait été réalisé du VIe siècle en son hommage sur ces lieux, avant que l'église Sainte-Marie de Mimizan ne le remplace.
Selon Hilarion Barthéty : "L'année suivante (en 507), Galactoire était rentré dans son diocèse, lorsque les francs vainquirent Alaric et se rendirent maîtres de l'Aquitaine. Animé par son patriotisme et inspiré par la foi la plus vive, il n'hésita pas à joindre ses efforts à ceux de Clovis pour combattre l'arianisme. Le glaive d'une main, le crucifix de l'autre, il partit à la tête de soldats béarnais et rencontra l'ennemi près de Mimisan, sur les côtes de la Gascogne. Il fit des prodiges de valeur, mais accablé par le nombre, il fut fait prisonnier. En vain, les Ariens lui firent alors les plus belles promesses pour qu'il consentit à abjurer sa foi ; en vain, dans le même but, ils employèrent les tortures. Furieux de son héroïque résistance, ils le massacrèrent lâchement. C'est ainsi que Galactoire sut défendre à la fois sa patrie et sa religion et mériter la double couronne du martyr."

### Interprétation
On conçoit mal que le saint évêque ait pu, en dépit d'une possible sympathie pour Clovis, prendre les armes contre Alaric II, qui venait justement de manifester sa tolérance à l'égard des catholiques en les autorisant à tenir concile. Il est plus raisonnable de penser que Galactoire, se trouvant à Mimizan vers 507 afin d'y rencontrer l'évêque de Bordeaux, est surpris par des Wisigoths qui, mis en déroute à la bataille de Vouillé par l'armée des Francs, regagnent précipitamment les Pyrénées. Sans doute humiliés par leur défaite, hostiles à la doctrine catholique et animés par un esprit de vengeance, ils mettent à mort l'évêque de Lescar.

### Saint Galactoire et l'antique ville de Beneharnum
Dans son Histoire du Béarn, Pierre de Marca démontre le premier que la ville la plus ancienne du Béarn, l’antique Beneharnum, est bien celle de Lescar :

« […] j’ai découvert le premier que la cité de Béarn était celle de Lescar et ai publié cette opinion l’an 1618 en un petit discours sur l’édit de mainlevée des biens ecclésiastiques de ce pays, laquelle opinion a été suivie depuis par ceux qui ont fait mention de la cité de Béarn dans leurs écrits, et particulièrement par le sieur Dupleix. qui, après avoir gouté mes raisons, a quitté l’opinion commune. Ce que je prétends justifier avec cuidance par deux arguments infaillibles, dont l’un sera pris de l’ « Itinéraire d’Antonin », l’autre du synode d’Agde car il est certain que parmi les souscriptions des évêques qui assistent à ce concile sous le roi Alaric (506) que le P. Sirmond. a publiées sur la foi des exemplaires écrits à la main on y voit celle de Galactorius episcopus de Benarno et celle de Gratus evêque d’Oloron. Il faut donc que la cité de Béarn, comme elle tenait rang de cité particulière dans l’ordre de l’Empire, suivant la « Notice des provinces », possédait aussi le siège d’un évêché, puisque Galatoire en prend la qualité, comme fit son successeur Sabinus au concile de Macon l’an 585 : celle d’évêque de l’Église des béarnais. À la suite de quoi l’on voit encore longtemps après chez Grégoire de Tours que le titre de cité est continué à la ville de Béarn. Or ce même Galatoire est reconnu pour évêque de Lescar dans les vieux titres de cet évêché et qui plus est ayant été massacré par les ariens, il y est honoré en qualité de martyr à double fête, avec un office particulier dans l’ancien bréviaire, tant pour le jour du décès que pour la translation des reliques qui ont été honorablement conservées jusqu’en l’année 1569 ; que la chasse fut enlevée par le commandement du comte de Montgomery et les ossements brûlés. D’où il s’ensuit que nul autre lieu de Béarn ne peut s’attribuer avec raison le siège de la cité et de l’évêché que celui qui en possède aujourd’hui la dignité et qui avait conservé jusqu’au dernier siècle les gages du martyr qui avait pris la qualité d’évêque du Béarn. » .

### Prières
"Dieu éternel et tout puissant,

Vous avez donné à Saint Galatoire le courage de mourir pour la liberté de la foi ;

Que sa prière nous obtienne la grâce de supporter toute adversité par amour pour Vous

Et de tendre de toutes nos forces jusqu'à Vous qui êtes notre vie. Ainsi-soit-il".
"Des Apôtres ayant partagé le genre de vie * et sur leur trône devenu leur successeur, * tu as trouvé dans la pratique des vertus * la voie qui mène à la divine contemplation ; * c’est pourquoi, dispensant fidèlement la parole de vérité, * tu luttas jusqu’au sang pour la défense de la foi ; * Galactoire, pontife et martyr, * intercède auprès du Christ notre Dieu * pour qu’il sauve nos âmes." (Tropaire t, 4).

### Reliques
Les reliques de Galactoire sont conservées jusqu'à l'époque de la Réforme dans une châsse, située au-dessus du maître-autel de la cathédrale de Lescar. On ne sait pas quand elles disparaissent, détruites ou cachées,.
En 1560, Jeanne d'Albret, reine de Navarre, abjure la foi catholique et passe au protestantisme. Lescar étant la première ville épiscopale du Béarn, elle devait être le premier théâtre des désolations. La reine choisit la cathédrale pour y faire la cène dans une éclatante cérémonie et donner ainsi à un peuple nombreux le spectacle de sa dévotion. C'était en 1563. La veille du jour où elle devait se rendre à Lescar, la reine de Navarre y envoya ses commissaires pour retirer de l'intérieur de la cathédrale les objets de toutes sortes, rappelant, d'après elle, "l'idolâtrie des papistes".
L'abbé Poeydavant rapporte "qu'on y démolit les autels, on y renversa les images, on les effaça tellement qu'il n'en subsista plus aucune trace ; il en était resté quelques débris qui avaient échappé à la fureur du fanatisme : ils furent livrés aux flammes dans une petite place qui était entre le cloître et l'église."
L'auteur ne mentionne cependant point à cette date l'enlèvement des reliques de saint Galactoire. Il constate plus loin qu'elles furent violées en 1569, lorsque la cathédrale de Lescar, après avoir vu rétabli l'exercice du culte catholique pendant le séjour du vicomte de Terride, devint encore une fois, de la part des calvinistes commandés par Montgomery, le principal sujet des déprédations sacrilèges : "la châsse de St-Galactoire, évêque de cette église, où on la conservait, fut enlevée ; ses reliques réduites en cendres ; les vases saints pillés ; les mausolées des anciens rois de Navarre placés dans la même église y furent aussi ruinés."
On peut se demander si l'abbé Poeydavant n'a pas commis une erreur en ne fixant pas en 1653 l'enlèvement de la chasse de saint Galactoire, la cathédrale ayant été alors complètement désolée.
Jean-Henri Fondeville (1633-1705), avocat au parlement de Navarre et poète béarnais, a écrit une églogue dont il ne reste qu'un manuscrit très incorrect possédé par la Bibliothèque de la ville de Pau. Dans ce poème, il relate les évènements survenus dans la cathédrale de Lescar en 1563, à la veille de la fameuse cène voulue par Jeanne d'Albret. "Les églises, on devait les dépouiller des images, comme firent les commissaires, un samedi matin, premièrement, à Pau, pour l'église Saint-Martin ; puis ils vinrent à Lescar, à l'heure de complies. - Qui étaient les employés? - Le président Salettes, Lavigne, conseiller et le prémontré Etchart. Ils reçurent les ordres avant leur départ. [...] Etchart donc porte l'ordonnance entre les mains. En allant droit vers l'église, il arriva devant la porte. [...] Des chanoines aussitôt arriva le syndic, suivi de tout le corps. [...] Comme un véritable enragé, il [Etchart] ne fit que se tourmenter, intimant qu'il fallait dépuiller les autels, car il soutenait, par mille motifs futiles, que les autels n'étaient que les nids des idoles. Puis, qu'il fallait briser figures et tableaux, pour n'adorer d'esprit que le seul Dieu des Cieux. [...] - Que dit le syndic à MM. les commissaires ? - Le Syndic défendit constamment les sanctuaires, sur lesquels la reine n'avait pas de pouvoir, non plus que rien à voir sur le spirituel. Il dit, d'autre part, que les objets sacrés ne devaient pas être touchés par les laïques, pas même seulement avec le bout du doigt. [...] Quand on eut assez discuté, on prononça l'avis, qui fut fort approuvé par toute l'assemblée, selon lequel devait tout objet sacré, être, par des prêtres, pris sur l'autel, pour que le syndic pût les caser ailleurs, surtout les corporaux, patènes et calices et toute chose sacrée pour les saints sacrifices, avec la châsse aussi, faîte d'argent et d'or, où était, sur l'autel, placé comme un trésor, le corps du glorieux et grand Saint-Galactoire, avec les livres anciens qui disaient son histoire et celle de Saint-Julien, avec les grands miracles que firent, tant qu'ils vécurent, ces évêques saints. Du maître-autel fut donc descendu la châsse par quatre prêtres, gens de force et d'adresse ; d'autres mirent, chacun dans son étui, les calices sacrés, comme on l'avait permis. De tout ce qui était sacré le syndic fut donc maître ; et comme il ne voulait pas assister à la fin (des enlèvements), ni voir endommager les autels devant lui, avec ses compagnon il rentra à la maison. [...]"
Cet extrait démontre une sérieuse connaissance des faits par son auteur, Fondeville, qui les écrivait dans un temps où la tradition en conservait encore facilement le souvenir. C'est donc en 1563 plutôt qu'en 1569 que fut enlevée du maître-autel de la cathédrale de Lescar la châsse où se trouvait le corps de saint Galactoire. Il aurait semblé en effet curieux que ces reliques fussent restés, en 1563, dans un lieu désormais affecté au culte protestant.
D'après le récit de Fondeville, tout ce qui était sacré passa dans les mains du syndic. Tout porte donc à croire que les reliques ne furent pas brûlées et qu'elles ne furent jamais rapportées par la suite dans l'église cathédrale. La châsse "faîte d'argent et d'or", considérée comme un trésor était trop sujette aux appétits avides pour que les chanoines aient laissé les reliques du saint à l'intérieur. Aussi, pour les protéger de toutes profanations futures, le syndic du chapitre du en faire le dépôt dans un lieu moins exposé que la cathédrale mais tout aussi digne de les recevoir.
Louis-Stanislas Barthéty, père d'Hilarion cité supra, conserva un grand nombre de notes sur le passé de la ville de Lescar. Dans une de celles-ci, il est écrit : "Le 21 juin 1780, M. Brettevilois fit fouiller le cimetière de son église [...]. On découvrit [...] les murs de l'ancienne église Saint-Julien [...]. On découvrit dans le massif dudit maître-autel 3 petits coffres en marbre, que M. le curé soupçonna être des reliquaires. (S'ensuivent les descriptions du contenu des trois coffres dont des os, des dents, des cendres, des restes de linge, ...). On présuma que ces reliques étaient du corps de Saint-Julien, puisqu'elles avaient été placées dans des boîtes sous le massif du maître-autel d'une église qui lui avait été dédiée. MM. les vicaires généraux dressèrent un procès-verbal pour constater ces faits et firent déposer ces reliques dans un coffre à la sacristie [...] et ordonnèrent qu'elles seraient placées sous le marchepied de l'autel actuel de l'église, avec défense de leur rendre aucun culte jusqu'à plus amples renseignements."
L'église Saint-Julien de Lescar fut réédifiée en 1620 sur les ruines de l'église du même nom qui avait été édifiée en 1030 par le comte Guillaume Sanche. Comme le rapporte Pierre de Marca, cette ancienne église fut "ruinée et démolie pendant les troubles advenus sur le fait de la religion l'an 1569." Quand l'abbé Brettevilois, curé, fit la découverte des coffres, il présuma naturellement qu'ils contenaient les restes de saint Julien. Cependant, rien dans la tradition ni dans les écrits historiques n'a rappelé la conservation en un lieu quelconque de reliques de cet évêque. Il semblerait cohérent que les reliques de ce grand saint qui fut le premier évêque de Beneharnum et qui passe pour être l'évangélisateur du Béarn auraient été plus précieuses encore que celles de saint Galactoire, qui n'est pas, comme saint Julien, le patron de Lescar. Selon Fondeville, seuls "des vieux livres qui disaient son histoire" avaient été conservés. On ne peut imaginer non plus que le contenu de ses coffres fut le corps de Guillaume Sanche qui, selon Marca, "fut enseveli dans l'église S. Julien de Lescar, au devant de la sacristie". Ces coffres n'indiquent pas une simple sépulture mais bien un dépôt de restes exhumés antérieurement pour être plus soigneusement conservés. Si l'hypothèse semble risquée, on ne peut exclure que ces coffres puissent contenir les reliques de saint Galatoire.
Mgr Marc-Antoine de Noé, dernier évêque de Lescar, écrivit dans une ordonnance du 29 novembre 1780 qu' "il sera planté une croix dans le cimetière et dans le même endroit où l'on a découvert des urnes qui contiennent des ossements qu'on présume être des reliques".

## Galerie

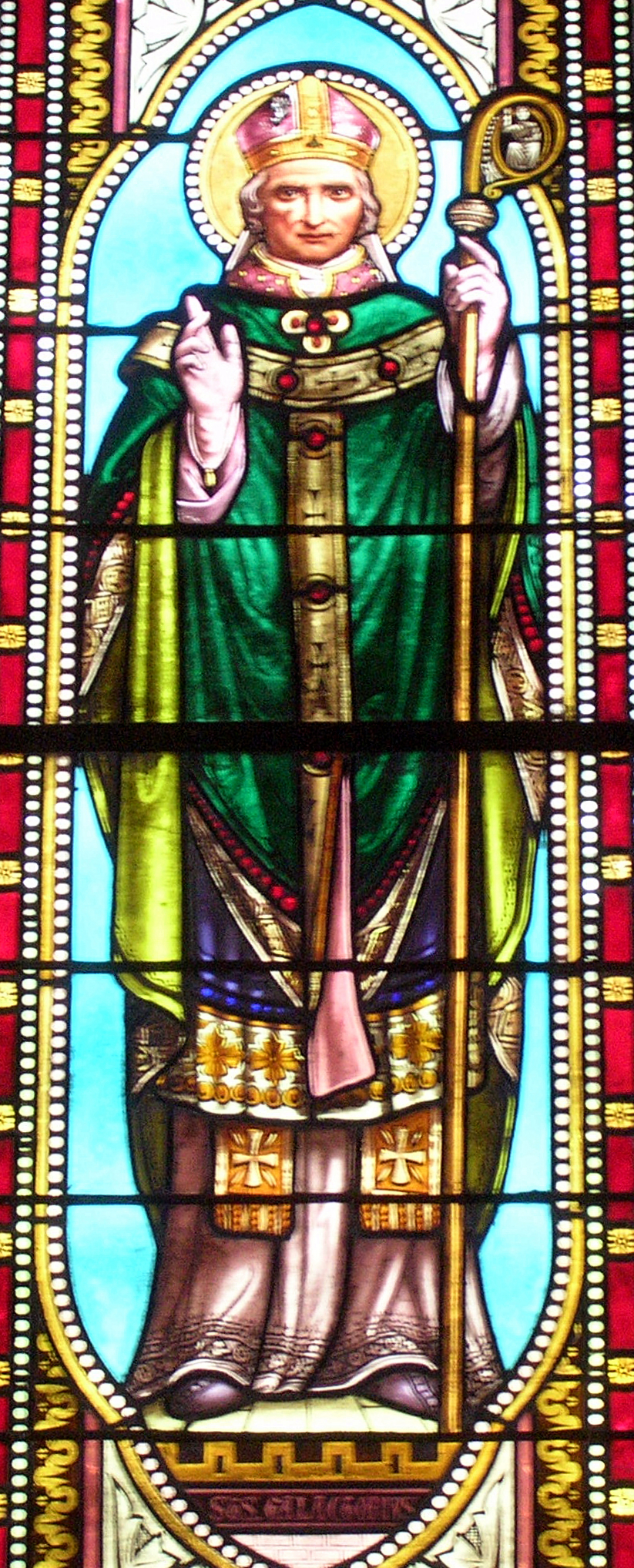
Vitrail de Saint Galactoire (« Sts Galactorivs ») dans l'église Notre-Dame-de-l'Assomption de Mimizan.
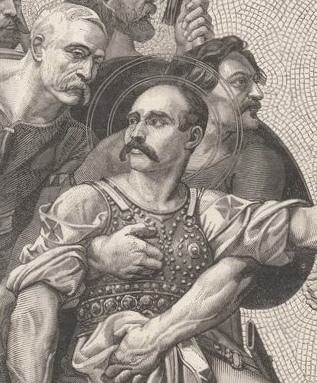
Georges Clemenceau en Saint Galactoire sur une fresque de Joseph Blanc au Panthéon de Paris (détail d'une gravure de 1881).